# Estadio Lokomotiv (Taskent)
El Estadio Lokomotiv (en ruso: Стадио́н «Локомоти́в»; en uzbeko: «Lokomotiv» stadioni) es un estadio de fútbol de Taskent, Uzbekistán, propiedad del equipo de fútbol Lokomotiv Tashkent. La capacidad del estadio es de 8000 espectadores sentados.

## Historia
El recinto fue construido en el lugar del antiguo estadio Traktor Tashkent. Los trabajos de construcción del nuevo estadio comenzaron en 2009 y fueron completados en 2012. El estadio tiene capacidad para 8000 asientos.
Las nuevas instalaciones del club fueron inauguradas el 11 de mayo de 2012 con la celebración de un partido de la liga uzbeka entre el Lokomotiv y el FK Andijan.